# クラッシュ・バンディクー レーシング
『クラッシュ・バンディクー レーシング』（クラッシュバンディクーレーシング、Crash Bandicoot Racing）は、ソニー・コンピュータエンタテインメント（現・ソニー・インタラクティブエンタテインメント）が1999年12月16日に発売したPlayStation用のレースゲームである。

## 概要
アクションゲーム『クラッシュ・バンディクー』に登場するキャラクターを使って戦うレースゲームである。
過去作と同様、日本版では一部のBGMやタイトルロゴなどが差し替えられているほか、ニセクラッシュを主役とした実写ムービーが追加されている。
2019年6月21日には、リメイク版である『クラッシュ・バンディクーレーシング ブッとびニトロ!』が発売された。

## ストーリー
ある日、カートレース大会が大流行している地球に一体の宇宙人が飛来した。彼の名はエヌ・オキサイド。「宇宙最速」の称号を持つ凄腕のレーサーであり、様々な星で称号を賭けたレースに勝利し、敗北した星の文明を滅ぼす恐ろしいエイリアンだった。彼は「自分が勝ったら地球の表面をすべて舗装し乗り物コレクションの月極駐車場にしてやる」と宣言した上で、「さっさと地球の代表レーサーを決めろ」と地球側に迫った。かくしてオキサイドと戦う地球代表を選出するための大事なレース大会が始まるのであった。

## 販売状況
『クラッシュ・チーム・レーシング』は、アメリカ合衆国で190万本、日本で30万本以上を売り上げた。この成功を受けて、2000年にSonyの「Greatest Hits」シリーズとして、また2001年1月12日には「Platinum Range」として再発売された。間接的な続編となる『クラッシュ・ニトロ・カート』は2003年に、PlayStation 2、Xbox、ゲームキューブ、ゲームボーイアドバンス、N-Gage向けに発売された。この作品は、『クラッシュ・バンディクー』シリーズで初めてフルモーションビデオ（FMV）を採用した作品でもある。

## ゲームモード
おはなしモードは、メインとなるシングルプレイ用モードである。エヌ・オキサイドを倒すために下記の様々な種類のレースを勝ち抜いていくために、初期のキャラクター8人の中から好きな1人を選択しプレイする。ゲームが始まるとまずワープエリアと呼ばれるマップに移され、プレイヤーはその空間を自由に移動してコースの入り口に触れてからレースを行う。レースに勝って賞品を手に入れることでシナリオが進んでゆく。以下のような多様なルールでのプレイが可能。
ねらえ ゆうしょうカップは、初めてコースに入った時に挑戦できるレースである。CPUのライバル7人を相手に1着を目指す。
チャレンジ CBRメダルは、CPUのライバル7人を相手にコース上に散らばっている「C」「B」「R」の文字を収集しつつ1着でのゴールを目指すモードである。
めざせ タイムトロフィーは、自分の車1台で走る特殊なタイムアタックであり、数字の書かれた黄色の「タイム箱」を壊して時計を止め、できるだけ短時間でゴールを目指すモードである。コース内の全てのタイム箱を破壊してゴールすると本来の記録から10秒を引いた記録が結果となる。
たいけつ ○○（ボス名）は、エリアのボスと1対1でレースを行う。どのボスも箱のアイテムは使わず、その代わりに妨害用のアイテムを大量に後方へ投げてくる。
ボーナスチャレンジは、自分の車1台でバトルコース内を駆け巡り、制限時間内に全てのパワーストーンを集めるゲームである。
カラーダイヤチャレンジは定められた4つのコースを連続で走り、それらの順位に応じて与えられる得点の合計を競うグランプリレースである。1つのコースで4位以内に入ったプレイヤーに対し、1位から順にそれぞれ9・6・3・1ポイントが与えられる。5位以下にはポイントが与えられないが、同じポイント制が採用された当時のマリオカートシリーズとは異なり、失格にはならず次のコースに進む。4つのコースを走り終えた時に最も得点を多く持っていたレーサーにカラーダイヤが贈られる。なお、紫ダイヤチャレンジのみ、おはなしモードのボス敵4人と対戦する。

### とにかくレース
1 - 2人用。コンピュータ（以下、CPU）とレースを楽しむモード。任意の1コースだけを走る「1レースしょうぶ」と、指定された4種のコースを走り総合計点を競うグランプリ形式の「4レースごうけい」がある。1人プレイでは7人、2人プレイでは4人のCPUを相手に競走する。

### ひたすらトライアル
1人用。好きなキャラクターとコースを選んで記録に挑戦するモード。あるコースごとに設けられた一定のタイムより速い記録を出すと、次からはエヌ・トロピーのゴーストが登場し、それよりも速くゴールすると、代わりにエヌ・オキサイドのゴーストが登場するようになる。自分が走らせたキャラクターをゴーストデータとして保存することも可能。

### みんなでレース
2 - 4人用。プレイヤー同士でレースを楽しむ対戦モード。CPUが操作するキャラクターは登場しない。とにかくレースと同様に「1レースしょうぶ」と「4レースごうけい」から選択可能。後者の場合は、レースごとに負かした相手の数がそのままポイントとして加算される。

### みんなでバトル
2 - 4人用。プレイヤー同士で参加して専用のコースでバトルを楽しむモード。アイテムを使用して相手レーサーとの攻防を繰り広げる。CPUが操作するキャラクターは登場しない。バトル直前に勝利条件や使用するアイテムの有り無し、チーム分けを切り替える設定もできる。

### すばらしきレコード
「ひたすらトライアル」とおはなしモードの「タイムトロフィー」の記録を確認できる。

### お・も・い・で（隠しモード）
「ひたすらトライアル」でエヌ・オキサイドのゴーストに全コースで勝つと追加されるモードであり、最初は選択できない。
詳細は「#クラッシュのおもいで」を参照。

## ゲームシステム
個性豊かなキャラクターたちが変化に富んだサーキットでアイテムを使って他のマシンを攻撃しつつ、速くゴールするレースを行うバトルアクションレースゲームにありがちな基本フレームを持つ。加えて本作では、他の類似する作品とは少々異なる独特のドリフト・ターボシステムをアピールしている。以下、本作の特徴とも言える要素について記述する。
ドリフト
車体を横滑りさせながらカーブを曲がるテクニック。ハンドルを切りながらR1かL1ボタンを押しっぱなしにするだけで発動する。
ターボ
カートに一定時間猛烈な加速をかけるテクニック。マフラーから炎が出る。以下の様々な手法でマシンにターボをかけることができる。
ドリフトターボ
超高速でカーブを曲がるテクニック。ドリフトを暫く続けているとマフラーから出ている排気ガスが黒くなり、その状態でR1かL1ボタン（ドリフトに使わなかった方のボタン）を押すだけで発動する。これを3回まで繰り返すことができ、それぞれ1段階目は「ターボ」、2段階目は「ターバー」、3段階目は「ターベスト」と呼ぶ。
例えばR1ボタンでドリフトをしたら、排気ガスが黒くなった時にL1ボタンを押すと「ターボ」がかかる。さらにR1ボタンを離さずにいるとまた排気ガスが黒くなるのでそこでL1ボタンを押すと「ターバー」がかかる。同様にこの操作を行い「ターベスト」をかけることができ、ターベストをかけるとドリフトの状態が強制的に終わるので、さらに加速したければもう一度ドリフトから始める必要がある。
加速床ターボ
道中にある緑色の床を踏むと自動的にターベストがかかる。
ジャンプターボ
コース上の隆起で高く跳ねて着地するとその瞬間にターボがかかる。滞空時間が長いほど着地後に強烈な加速が付く。
アイテムターボ
後述の「ぶっとびブースター」および「スーパーチャージャー」を使用した時にターボがかかる。
ターボコンボ
上記の様々なターボを途切れることなく連続で使っていると画面右上にコンボ数が表示される。
ショートカット
正規のルートとは異なる隠された近道。成功難易度はピンキリで、ターボやジャンプなどの技を駆使して決めると大幅にタイムを縮めることができる。製作者が意図的に用意した近道もあればヘビーユーザーがシステムの穴を突いて発見したものまで様々。

## 登場キャラクター
担当声優は「現地版 / 日本版」の順で記載。

### キャラクターの性能
グリンを除くキャラクターの性能は、以下の4種類に大別される。
おはなしモード冒頭のキャラクター選択画面では、以下の性能が棒グラフで表示される。ここではアルファベットを使用して表記する。
- スピード：マシンの最高速度を表す。この能力が高いと最高速度が速い。逆に低いと制動距離が短くなる利点がある。
- かそく：最高速度に達するまでの時間を表す。この能力が高いと最高速度に達する時間が短く、減速するセクションで速度が落ちにくい。
- ハンドル：操作性を表す。この能力が高いとハンドルを切っている際にインコースへ寄り易く反応が早い。逆に低いとアウトコースに寄りがちな上に反応が鈍いが、その点を利用してストレートでドリフトを行うことが容易い。

バランスタイプ - スピード：B+ / かそく：B+ / ハンドル：B+
全ての性能が高めで、どんなレースやバトルにも不自由がない。反面、際立った能力がないので、極限の記録を出すことはほぼ不可能。
スピードタイプ - スピード：A / かそく：C+ / ハンドル：D
最高速に達したらそのまま先行して逃げ切るといった展開ができる。しかし、加速力が低いため途中で躓いた時の再スタートは厳しく、悪路で大きく減速する性質を持つ。ハンドリングが最低で急カーブを曲がるのが大の苦手ではあるが、その性能を逆手に取り大きいカーブをドリフトで綺麗に曲がり切ることが得意。体重が重く、他車からの体当たりに屈しない。
かそくタイプ - スピード：B- / かそく：A / ハンドル：C+
加速力があるので最高速度に達するまでの時間が短い。悪路に入っても減速が小さく済み、そこから出ればすぐに最高速度に達する。ハンドリングがやや劣るが、少し慣れればそれほど苦労する物ではない。
ハンドルタイプ - スピード：C- / かそく：B- / ハンドル：A
小回りが利く操作性が特徴で、急カーブでも衝突やコースアウトを防ぐことができる。ハンドリングは最高だが、緩やかなカーブをドリフトで曲がるとインコース側に強く寄ってしまうため、衝突やコースアウトに繋がる。体重が軽く、他車からの体当たりで簡単に弾き飛ばされてしまう。
なお、クラッシュ、コルテックス、ココ、プーラ、エヌ・トロピー、ニセクラッシュ、グリンの7体は、現地版と日本版でアイコンが異なっている。

### 基本キャラクター
おはなしモードで使用できるキャラクター。通常レースのCPUはこれらのキャラクターしか選ばれない。
クラッシュ・バンディクー（バランスタイプ）
声 - チップ・チャイナリー、ブレンダン・オブライエン / 山口勝平
ネオ・コルテックス（バランスタイプ）
声 - クランシー・ブラウン / 飯塚昭三
タイニータイガー（スピードタイプ）
声 - ブレンダン・オブライエン / 立木文彦
ココ・バンディクー（かそくタイプ）
声 - ヒンデン・ウォルチ / 池澤春菜
エヌ・ジン（かそくタイプ）
声 - ブレンダン・オブライエン / 中多和宏
ディンゴダイル（スピードタイプ）
声 - 不明 / 石田圭祐
ポーラ（ハンドルタイプ）
声 - 不明 / こおろぎさとみ
プーラ（ハンドルタイプ）
声 - 不明 / 川田妙子

### ボスキャラクター
おはなしモードのボス敵として登場するキャラクター。プレイヤーキャラクターと1対1で対決することになるが、「特定の妨害用アイテムを無尽蔵に使用できる」という特殊能力を持つため、一筋縄ではいかない。エヌ・オキサイド以外の4体は、おはなしモードのカラーダイヤチャレンジで特定のダイヤを獲得するか、隠しコマンドを入力することでプレイヤーキャラクターとして使用できる。カラーダイヤチャレンジの紫ダイヤチャレンジでは、プレイヤーの対戦相手として登場する。
リパー・ルー
声 - ダグラス・マッケノン / 鈴木勝美
みなみのしまエリアのボス。頭がイカれているが、自分では頭が良いつもりらしく、「レースに必要なのは冷静な判断力とキレた走りのバランス」と語る。一人称は「あちき」。
ホームコースは「ホネホネ かいていトンネル」、おはなしモードで使用するアイテムは「ばくだん箱」。
おはなしモードで赤ダイヤを入手すると、他のモードで使用可能になる。ハンドルタイプ。
パプパプ
声 - デビッド・アンソニー・ピズット / 島香裕
こだいのいせきエリアのボス。タスマニア島の原住民の村長で、「オキサイドを倒して地球を守る」という使命に燃えている。「〜パプ」と喋る。
ホームコースは「ひとくいばな テンプル」、おはなしモードで使用するアイテムは「つるつるオイル」と「あめふりオイル」。
おはなしモードで緑ダイヤを入手すると、他のモードで使用可能になる。スピードタイプ。
コモド・ジョー
声 - 不明 / 高木渉
ツルツルゆきやまエリアのボス。コモド兄弟の兄。やたらとサ行を強調した発音とチンピラまがいの言動が目立つ。会話でもレース中でも「シャバイ」を連呼する。
ホームコースは「はぐるま トロッコこうざん」、おはなしモードで使用するアイテムは「ばくだん箱（後方に放り投げる）」と「ニトロ箱」。
おはなしモードで青ダイヤを入手すると、他のモードで使用可能になる。バランスタイプ。
ピンストライプ
声 - ブレンダン・オブライエン / 山路和弘
そらとぶようさいエリアのボス。キザで自信家だが、素直に負けを認める潔い一面もある。
ホームコースは「つぎはぎ スカイウェイ」、おはなしモードで使用するアイテムは「ドクロばくだん（後方に投げる）」。
おはなしモードで黄色ダイヤを入手すると、他のモードで使用可能になる。かそくタイプ。
エヌ・オキサイド
声 - デビッド・アンソニー・ピズット / 滝口順平
本名はニトラス・オキサイド。ちゃくりくせんエリアで地球代表との対決を待ちわびているエイリアン。本作のラストボスでCPU専用。他キャラクターと違いカートの形がUFOのような形状をしており、タイヤは無く空中を滑るように走っていく。
対決において堂々とフライングスタートするなど何かとセコい面が目立つ他、敗北した際は「地球代表がタイムトロフィーを全て取得していない」ことを口実にリターンマッチを強要し、非常に往生際が悪い。タイムトロフィーを全て取得したうえで再びレースに勝利することで完全勝利となり、宇宙船で故郷である惑星ガスモキシアに逃げ帰る。
ホームコースは自身の宇宙船が舞台の「むじゅうりょく ステーション」。前述のボスが使用するアイテム全てを使用するが、特定の場所で特定のアイテムしか使わない。
後にリメイク作である『ブッとびニトロ!』においては、条件を満たすことでプレイヤーキャラクターとして、自身のカートである「ホバークラフト」共々使用可能になるほか、エヌ・オキサイドエディションを購入することでプレイ開始と同時に使用可能となる。

### 隠しキャラクター
おはなしモードには登場しないキャラクター。ある条件を満たすか、または隠しコマンド入力で出現可能であるが、おはなしモードでは使用できない。
エヌ・トロピー
声 - ミカエル・エンサイン / 池田勝
時間博士を自称する天才科学者。ひたすらトライアルの全コースに自分のゴーストを記録しており、自分のタイムに絶対の自信を持っている。
全18コースでエヌ・トロピーのゴーストに勝利すれば、おはなしモード以外で使用可能になる。スピードタイプ。
ニセクラッシュ
声 - 不明 / 山口勝平
『3』に登場した敵キャラクター。その名の通り、クラッシュの偽物で打倒本物に燃える男。
おはなしモードで紫ダイヤを入手すると、他のモードで使用可能になる。バランスタイプ。
日本版限定でコマンド入力で見られるおもしろムービーでは、打倒クラッシュに燃えるニセクラッシュの特訓模様が描かれている。
グリン
声 - 不明 / 神代知衣
『2』に登場したペンギン型の敵キャラクター。グリンの中でもマフラーをかけた特別な個体。『3』にてディンゴダイルに襲われていたものと同一個体であり、クラッシュに助けられたことがきっかけでアクアク側につく。
『コロコロコミック』の懸賞当選者だけが手に入れることのできたキャラクターで、通常プレイでは入手不可能。後に隠しコマンドによって出現させることができることが判明している。エンディングでは「???」とクレジットされている。
全ての基本性能が秀でており、どんなレースやバトルでも抜群の力を発揮する。ただし、ハンドルタイプと同様にカーブでインコース側に寄る性質のため、高速サーキットでのタイムアタックには向かない。

### サポートキャラクター
おはなしモードでプレイヤーにゲームルールやテクニックを説明してくれる。レース中には崖から転落したレーサーをコースに復帰させる役割を持つほか、一定時間無敵になれるアイテムとして使用できる。
アクアク
声 - メル・ウィンクラー / 緒方賢一
タスマニアの島々を守っている精霊。結構なお調子者で、おはなしモードではサムいダジャレを交えながらプレイヤーに助言をする。クラッシュ、ココ、ポーラ、プーラの「正義のチーム」と、グリンのサポートを務める。
ウカウカ
声 - クランシー・ブラウン / 大友龍三郎
世界征服に燃える悪の精霊で、アクアクとは双子の兄弟。おはなしモードではドスの利いた、威圧的な喋り方でプレイヤーに助言をする。コルテックス、エヌ・ジン、タイニータイガー、ディンゴダイルの「悪のチーム」と、グリン以外の隠しキャラクターのサポートを担当。

### レースクイーン
表彰式にのみ登場するキャラクター。その全員がバンディクーである。表彰台の真ん中を取ったレーサーごとに登場するレースクイーンが違ってくる。タウナが変装して登場しているとの情報もあるが、これは誤りである（ただし、当時のゲームのプロデューサーは「設定上イザベラとタウナは同一人物である」とも発言している）。
イザベラ
金髪がチャームポイントのレースクイーン。クラッシュかココが優勝すると登場する。レースクイーンでの仕事に飽き飽きして今度は自身がレースに出場して優勝を狙うと発言する。
その発言通り、『ブッとびニトロ!』では自身を含めて4人のレースクイーンがプレイアブルキャラクターとしての出演が決定した。
メグミ
銀色の衣装が目を引くレースクイーン。コルテックスかエヌ・ジンが優勝すると登場する。コルテックスから携帯電話の電話番号を教えろと、しつこく付き纏われている。
エリザベス
小麦色の肌が特徴のレースクイーン。ポーラかプーラが優勝すると登場する。ポーラやプーラの愛くるしさのあまり、ペットとして飼いたいと思っている。
エイミー
緑色の髪が特徴のレースクイーン。タイニータイガーやディンゴダイル、その他の隠しキャラクターが優勝すると登場。タイニーの主演映画に出演することが決定している。

## コース
各エリアに含まれるコース、「なんいど」表記、コース選択画面での並び順、「4レースごうけい」で登場する「レースのしゅるい」と登場順は以下の通りとなっている。
| エリア                  | コース                      | なんいど | 並び順   | 4レースごうけい              |
| ----------------------- | --------------------------- | -------- | -------- | ---------------------------- |
| みなみのしま エリア     | タスマニア だいばくそう     | 1        | 1        | ドリフト チャレンジ コース 1 |
| みなみのしま エリア     | ホネホネ かいていトンネル   | 1        | 2        | ターボ チャレンジ コース 1   |
| みなみのしま エリア     | ハイスピード ちかすいどう   | 1        | 7        | ターボ チャレンジ コース 4   |
| みなみのしま エリア     | カメカメ せいてつじょ       | 2        | 5        | ジャンプ スペシャル コース 1 |
| こだいのいせき エリア   | かっとび アルマジロけいこく | 2        | 8        | ターボ チャレンジ コース 2   |
| こだいのいせき エリア   | あめふり ボワボワいせき     | 2        | 3        | ドリフト チャレンジ コース 2 |
| こだいのいせき エリア   | ひとくいばな テンプル       | 3        | 9        | ジャンプ スペシャル コース 2 |
| こだいのいせき エリア   | ココ・デ・サーキット        | 1        | 4        | ドリフト チャレンジ コース 4 |
| ツルツルゆきやま エリア | はぐるま トロッコこうざん   | 3        | 10       | ターボ チャレンジ コース 3   |
| ツルツルゆきやま エリア | ゆきやま おおいわサーキット | 3        | 6        | ドリフト チャレンジ コース 3 |
| ツルツルゆきやま エリア | どっきり！ カチカチパパぐま | 4        | 11       | スーパー テクニカル コース 1 |
| ツルツルゆきやま エリア | スーパー どろぬまアリーナ   | 4        | 13       | ジャンプ スペシャル コース 4 |
| そらとぶようさい エリア | つぎはぎ スカイウェイ       | 5        | 14       | スーパー テクニカル コース 3 |
| そらとぶようさい エリア | クモクモ キャッスル         | 4        | 12       | ジャンプ スペシャル コース 3 |
| そらとぶようさい エリア | スーパー かそくトンネル     | 5        | 15       | スーパー テクニカル コース 2 |
| そらとぶようさい エリア | むじゅうりょく ステーション | 5        | 16（-）  | （登場しない）               |
| ちゃくりくせん エリア   | ドリフトスペシャル アリーナ | 3        | 17（16） | スーパー テクニカル コース 4 |
| ちゃくりくせん エリア   | ターボスペシャル アリーナ   | 3        | 18（17） | （登場しない）               |

### みなみのしま エリア
タスマニア だいばくそう
海に浮かぶ孤島のオーバルコース。桟橋に海賊船が停泊している。
ホネホネ かいていトンネル
アトランティスの海底のトンネルを舞台とした8の字コース。コースの終盤に恐竜の骨で作られたトンネルがある。
ハイスピード ちかすいどう
地下水道のパイプ内を走り抜ける超高速コース。パイプの中では、左右に転がる大きなドラム缶がレーサーを遮る。「めざせ タイムトロフィー」では、壊すと倍の秒数の時間が止まるタイム箱があり、それを上手く利用すれば負の値の記録を出すことも不可能ではない。
カメカメ せいてつじょ
火山洞に造られた製鉄所のコース。水溜りにいる亀を踏むとマシンが大ジャンプする。連続ジャンプ台のあるゾーンではコース下の溶岩から火の玉が噴き出しており、それに触れると黒焦げになる。

### こだいのいせき エリア
かっとび アルマジロけいこく
ガードレールの無い切り立った崖を一周するコース。ステージ内に徘徊するアルマジロに触れるとスピンする。
あめふり ボワボワいせき
遺跡内の狭いトンネルの数箇所に火炎放射器が設置されているステージ。火に触れると黒焦げになる。また、コース後半では壁に攻撃アイテムをぶつけることで近道への扉が開く仕掛けがある。
ひとくいばな テンプル
四連直角コーナーや豪快な近道といった、テクニカルなレイアウトのある石畳の遺跡。コース脇には人食い花がおり、それに近づくとカートごと丸呑みされ大きく時間をロスしてしまう。
ココ・デ・サーキット
道幅が広くて障害物も無い短距離サーキット。コース内にココ・バンディクーのアートが描かれている。

### ツルツルゆきやま エリア
はぐるま トロッコこうざん
トロッコが走る鉱山内を一周するコース。トロッコはルート上を横切る線路を走っておりカートはそれに触れると轢かれてしまう。トロッコが線路上を走っていない隙に自分のマシンで線路を通り、近道するといった荒技もできる。
ゆきやま おおいわサーキット
触れると踏み潰される転がった大岩や、滑りやすく操作しにくい氷の池のある雪原コース。
どっきり! カチカチパパぐま
テクニカルなコーナーの多い極寒の地の長距離コース。巨大な氷山の中にポーラの父親「ポール」が氷漬けにされている。
スーパー どろぬまアリーナ
巨大なスタジアム内に設けられたテクニカルダートコース。本作最長距離を誇る。コースのスタジアムにタイニー・タイガーのネオンが点灯している。

### そらとぶようさい エリア
つぎはぎ スカイウェイ
空中に浮かぶぼろ布状の長距離コース。ガードレールが少ないのでコースアウトの危険性も孕んでいる。大ジャンプや逆走、超高速走行といった技を駆使しての豪快なショートカットが可能で、1コースの中では本作最多の近道がある。ただし、リメイク版の『クラッシュ・バンディクーレーシング ブッとびニトロ!』では一部近道ができなくなっている。
クモクモ キャッスル
かつてコルテックスが住んでいた古城。全体的に直角カーブだらけで構成されており、天井から糸を垂らして降りてくる大蜘蛛に触れるとスピンする。
スーパー かそくトンネル
エヌ・ジンの研究所内を走るステージ。コース前半に、通るだけでターベストがかかりっぱなしになる長いトンネルが設置されている。
むじゅうりょく ステーション（1人プレイ専用）
宇宙に浮かんだエヌ・オキサイドの宇宙船内を駆け抜ける長距離テクニカルコース。一部の床では重力が弱く、ほんの少しジャンプしただけでマシンが長時間宙に浮く。

### ちゃくりくせん エリア
ドリフトスペシャル アリーナ
加速床とストレートが一切無いサーキット。ドリフトのしやすい多数のヘアピンカーブで構成されている。
ターボスペシャル アリーナ（隠しコース）
大量の加速床と多くのロングストレートで構成されたサーキット。コース中盤には三連続180°ヘアピンカーブがあり、ここを高速で走破することは難しい。なお、ここの加速床はいずれも他のコースより強烈なターボがかかる。

### ボーナスステージ・「みんなでバトル」専用コース
よるの おしろガーデン
「そらとぶようさい エリア」のボーナスステージ。内側から外側へ三段階に分かれた周回レーンで構成された平坦な城の中庭。
はっくつ! こだいのいせき
「こだいのいせき エリア」のボーナスステージ。発掘途中の遺跡が舞台のバトルコース。坂道で結ばれた二段階の高さに分かれている。そのため高所から相手を攻撃すればバトルを優位に進められる。
カラフル ちゅうしゃじょう（隠しコース）
四つある高台が青・赤・緑・黄色の四色で塗り分けられた駐車場のコース。バトルは通常、高台を陣取ってから相手を攻撃するのが有利であるが、このステージでは低地に移動しなければアイテムを調達できないといったリスクがある。
コルテックスの おおいわ
「みなみのしま エリア」のボーナスステージ。コース中央にコルテックスの顔の形をした巨石がそびえ立つ、海に浮かんだ孤島。
こおりの かまくらドーム（隠しコース）
すり鉢状の氷山ステージ。コース中央にかまくらがあり、アイテムはそこでしか取れない。すり鉢状なので外側は見晴らしの良い地形となっているが、地面が氷でできているのでハンドリングが難しく、決して有利とは言えない。
こうやの バランスいわ
「ツルツルゆきやま エリア」のボーナスステージ。荒涼とした雰囲気の荒野。コース中央には今にも崩れてきそうな大きな岩が置いてある。
エヌ・ジン けんきゅうじょ（隠しコース）
地形は平坦で、いくつもの狭い通路が目立つ研究所のコース。ここに設置式の攻撃アイテムを仕掛けられると、通り抜けるのが難しい。

## アイテム

### 木箱
道中の至る所に置いてあり、触れるだけで壊すことができる。タイム箱以外の箱は壊すと一定時間後に再生される。
?箱
壊すとアイテムがランダムで手に入る。自車の順位が低いと大逆転が狙えるくらい強力なアイテムが手に入ることが多いが、逆に順位が高いと弱いアイテムしか手に入らない。
シマ箱
縦縞柄の箱。壊すとリンゴが5 - 8個手に入る。個数はランダムである。
タイム箱
おはなしモードの「めざせ タイムトロフィー」でのみ登場する、1・2・3のいずれかの数字が書かれた黄色い箱。壊すとその数字の秒数だけ時計が止まる（例外として一部のコースには書かれた数字の倍の秒数が止まるものも存在する）。

### レース・バトル共通アイテム
リンゴ
道中のあちこちにあり、取ると自車の速度がほんの少しだけ上がる。最大10個まで持つことができ、その状態であれば手持ちのアイテムが強力な物に変わる。自車が攻撃を受けたり、崖からの転落、コース上の障害物に引っ掛かるなどするとそれぞれ決められた個数のリンゴを失う。
おっかけミサイル
自車の一番近くにいるレーサーを自動追尾して攻撃するミサイル。基本は1発だが自分の順位が低いと3発セットが手に入りやすい。リンゴを10個持ってから撃つとホーミング力が向上する。欠点は敵車が後方への妨害アイテムを持っている場合、追尾中に設置されるだけで攻撃を防がれてしまうことである。
ドクロばくだん
前方か後方に転がして攻撃する爆弾。マシンか障害物にぶつかると爆発するが自分で○ボタンを押すことで爆発させることも可能。基本は1個だが自分の順位が低いと3個セットが手に入り易い。リンゴを10個持ってから使うと爆風が大きくなる。
つるつるオイル（あめふりオイル）
前方か後方に設置する妨害用のオイル。これにぶつかると短時間ではあるがスピンしリンゴを1個失う。リンゴを10個持ってから置くとあめふりオイルに変わり、
一定時間スピードダウンし持っているアイテムも変わってしまう。
ばくだん箱（ニトロ箱）
ぶつかるとキャラクターに被さり3秒後に爆発する設置式アイテム。箱を被ってから3秒以内に沢山のジャンプをすると振りほどいて後方へ放り投げて爆発させることができる。リンゴを10個持ってから置くとニトロ箱に変わり、ぶつかったその場で爆発する。
ぶっとびブースター
使うことで自車に1回だけターボがかかる。リンゴを10個持ってから使うと代わりにターベストがかかる。
みどりシールド（あおシールド）
使うと数秒間だけ自車を守ってくれるバリア。他車にぶつかると相手を弾き飛ばすだけではなく、これを張っている間に○ボタンを押すとエネルギー弾として他車を攻撃できる。リンゴを10個持ってから使うとあおシールドに変わり、攻撃をしたり受けたりしなければ半永久的に自車を守る。
アクアク・ウカウカ
使うと数秒間だけ自車の速度を上げ、他者の攻撃から身を守り、ぶつかった相手を弾き飛ばすことができる。また、悪路に入っても減速しなくなる。リンゴを10個持ってから使うと効果時間が長くなる。このアイテムに限り選んだキャラクター毎にどちらが使えるのかが決まっている。

### レース専用アイテム
これらのアイテムは自車の順位が低い時にしか手に入らない。またボスとサシのレースでも手に入れることができず、CPUキャラクターがこれらを使ってくることは無い。
おっかけボール
1位のレーサーだけを自動追尾して攻撃するボール。効果範囲が広いので2位以下レーサーも巻き添えを喰らうこともある。この攻撃からは設置式のアイテムを使った防御ができない。リンゴを10個持ってから撃つと前を走る全てのレーサーを追尾して攻撃する。
びりびりウォッチ
使うと数秒間だけ全ての他車の速度を大幅に下げることができる時計。リンゴを10個持ってから使うと効果時間が長くなる。

### バトル専用アイテム
スーパーチャージャー
使うと数秒間だけ自車にターボがかかる。リンゴを10個持ってから使うとターベストがかかる。相手の攻撃から逃げるのに十分な速度が出るが、その反面小回りが利かなくなり、効果時間中に?箱を壊してもアイテムが手に入らなくなる。
いないバー
4本のタイヤを残して自分の姿が透明になる。相手からは見えないのだが、通常通り攻撃を受けるとダメージが入る。リンゴを10個持ってから使うと効果時間が長くなる。

### おはなしモードの賞品類
これらのアイテムはレース中の攻防に使う物ではない。持っているだけで様々な特典や資格が与えられる。
優勝カップ
レース用コースに入って最初に手に入れられるアイテム。そこのレースで1着でゴールすると与えられる。多く集めれば様々なコースを走れるようになる他、一つのエリアで4つ集めるとそのエリアのボスに挑むことができる。
鍵
ボスとの差しの勝負に勝つと貰えるアイテム。鍵の掛かったドアを開けるのに用いる。複数の鍵穴があるドアには、それ相応の個数の鍵が要る。
タイムトロフィー
おはなしモード内の特殊なタイムアタックにおいて規定時間内にゴールすると貰えるトロフィー。サファイア・ゴールド・プラチナの3段階のグレードがあり、記録によって貰える色が異なる。10個集めれば特定のコースが解禁され、18個全て集めるとエヌ・オキサイドとの再戦ができる。101%クリアするだけならばサファイアトロフィーでも充分である。
CBRメダル
「チャレンジ CBRメダル」および「ボーナスチャレンジ」の賞品。赤・緑・青・黄・紫の5色があり、コースによって貰える色は異なる。1色のメダルを4枚集めるとその色に対応するカラーダイヤチャレンジに挑める。
カラーダイヤ
カラーダイヤチャレンジと呼ばれるグランプリレースの優勝賞品。赤・緑・青・黄・紫の5色があり、一つでも持っているとその色に応じた対戦・タイムアタックモードで使える新キャラクターが与えられる。5つ全て集めるとキャラクター5体に加えて特定のコースが解禁される。

## クラッシュのおもいで
「おはなしモード」にて100％にした状態でエヌ・オキサイドに勝利し、エンディング終了後に見ることができる特別ムービーである。
- 主な内容としては、アメリカ版のクラッシュバンディクーシリーズでのキャラクターデザインや国内での過去のクラッシュバンディクーシリーズの一場面、ノーティードッグのスタッフの紹介などがある。
- 「ひたすらトライアル」の全コースでエヌ・オキサイドのゴーストに勝利するとメインタイトルの項目に「お・も・い・で」が追加され、このムービーをいつでも見ることができるようになった。